# الإبلاغ الذاتي عن السلوك الجنسي الخطر
الإبلاغ الذاتي عن السلوكيات الجنسية ذات المخاطر الجنسية هو حجر الأساس للأبحاث المتعلقة بالصحة الانجابية خاصة عندما تكون متعلقة بتقييم النتائج المتعلقة بالمخاطر مثل الحمل والإصابة بالأمراض المنقولة جنسيا مثل فيروس نقص المناعة أو بما يسمى بالإيدز. بالرغم من تكرار استخدام نظام الإبلاغ الذاتي، يتم التشكيك بفائدته والتي تتضمن توفير عرض دقيق للسلوكيات الجنسية، لذلك يجب التركيز على استخدام وسائل شديدة الدقة عند اتباع هذا النظام. إن تقييمات الإبلاغ الذاتي عن السلوكيات الجنسية معرضة للكثير من الشكوك التي قد تؤثر بالسلب علي دقة وصلاحية النظام، بدءا من مستوى تعليم المشارك في التقييم ومدى قدرته علي استيعاب المصطلحات السلوكية لتذكر أوجه التحيزات وتقديمه لذاته (أو المخاوف المتعلقة بالسرية والناجمة عن وصمة السلوك قيد البحث).
لذلك، فإن قرار إدخال نظام الإبلاغ الذاتي عن السلوكيات الجنسية الخطرة قد يكون في الاغلب قراراً عملياً. تعتبر إجراءات الإبلاغ الذاتي غير مكلفة وأكثر سهولة في التنفيذ من الملاحظة السلوكية نظراً للطبيعة الخاصة لمعظم سلوكيات المخاطر الجنسية.
ولهذا الغرض، فإنه يمكن تعزيز صحة إجراءات الإبلاغ الذاتي عن المخاطر الجنسية من خلال مستوى الإجابات المتطابقة التي يتم الحصول عليها من الشركاء الجنسيين أو من خلال مقاييس تقييم المخاطر الأكثر موضوعية على سبيل المثال،  مقاييس معدل انتشار الحمل، فيروس نقص المناعة وغيرهم من الأمراض المنقولة جنسياً.
لابد من مراعاة الطريقة التي سيتم بها جمع مقاييس الإبلاغ الذاتي عن المخاطر الجنسية خلال مرحلة تطوير البحث. غالباً ما تدار إجراءات الإبلاغ عن المخاطر الجنسية ذاتياً ولكن يمكن استنباطها من الشخص الذي أجرى المقابلة أو من خلال المقابلة الشخصية أو عن طريق الهاتف؛ وتساعد هذه الطرق في معالجة مشاكل محو الأمية والإدراك لكنها قد تزيد من احتمال التحيز في تقديم الذات. إن طريقة توصيل تقييم السلوكيات الناتجة عن المخاطر الجنسية عن طريق الإنترنت أو الكمبيوتر قد تزيد من الشعور بالخصوصية و قد تعمل علي تقليل الانحياز الخاطئ للعرض الذاتي.
بالإضافة إلى ذلك، قد أجريت دراسة بديورنت على أيدي العالمان كورية وشرودر حيث تم اختيار 358 طالب جامعي وتقييم نتائج إخفاء سماءهم وسرية أسماءهم على الردود. فيما يخص المجموعة السرية، طُلب من المشاركين أن يدلوا بمعلوماتهم الشخصية مع التأكيد على أن هذه المعلومات ستظل سرية. بينما مجموعة إخفاء الاسم فقد طلب منهم عدم الإدلاء بمعلوماتهم الشخصية. وأكدت النتائج إن المشاركين بالمجموعة السرية أجابوا على معدل قليل من الأسئلة المتعلقة بالسلوكيات المختصة بالمخاطر الصحية. في الختام أظهرت هذه الدراسة الأهمية القصوى لتجميع الإفادات الذاتية عن السلوكيات الجنسية الخطرة عن طريق نهج من إخفاء الاسم.
وبالمثل، إن من المهم اختيار نظام الإبلاغ الذاتي عن السلوك الجنسي الخطر يتماشى مع طريقة تقييم الدراسة. فهنالك على سبيل المثال التقييم القائم على الاختيار بين شيئين (نعم أم لا) لمعرفة ارتباط المشارك بالسلوكيات الجنسية الخطرة (ما يسمى بالتنقيب عن المخاطر) وتقييم مستوى المخاطر عن طريق تكرار الارتباط بالسلوكيات الجنسية (ما يسمى بتقييم المخاطر) وتقرير مفصل عن وجود عوامل أخرى التي قد تساعد على الحدوث (تعاطي الكحوليات أو وجود شريك أولي أو ثانوي) التي قد تسهل المشاركة في السلوكيات الجنسية ذات المخاطر.
يجب الأخذ في الاعتبار المدة الزمنية التي من خلالها يستخدم نظام الإبلاغ الذاتي في الاستعلام عن المخاطر الناتجة عن السلوكيات الجنسية حيث يطلب من المشاركين تذكر مدى تكرار السلوكيات الجنسية التي قد ينتج عنها مخاطر، وبشكل عام إن تذكر معدل تكرار السلوكيات الجنسية التي قد تؤدي إلى مخاطر خلال فترة زمنية 3 أشهر بالتقريب يدعم دقة الاستذكار.

## العلاقة المتبادلة بين الإبلاغ الذاتي عن السلوك الجنسي الخطر والعدوى المنقولة جنسياٌ
يعتبر الإبلاغ الذاتي عن الأعراض المصاحبة للعدوى المنقولة جنسياً والسلوكيات الجنسية غير الآمنة مؤشر أفضل لزيادة حساسية النتائج لدرجة أعلى ( ز= 2.83 , ب < 0.05 ) مقارنة بحساسية الإبلاغ الذاتي الناتج عن الأعراض المصاحبة للعدوى المنقولة جنسيا أو السلوكيات الجنسية غير الآمنة بمفردها كمؤشر لإثبات العدوى المنتقلة جنسياً. .بالإضافة إلى ذلك قد وجد إن مدى تماسك الإبلاغ الذاتي قد يختلف تبعاً المستوى الاجتماعي والديموغرافي أو السلوكيات الجنسية. كما إن هذه النتائج توفر الدعم للدراسات التي تستند على جمع كافة الأنواع الثلاثة للمعلومات مثل السلوكيات المقرة، الأعراض والنتائج المعملية للعدوى المنقولة جنسياً و التي تعمل على توفير الفهم الشامل للمخاطر الجنسية والعدوى المنقولة جنسياً بالإضافة إلى التعرف على المجموعات الفردية داخل المجتمعات التي تختلف في قدرتهم على التعرف على الأعراض المصاحبة للعدوى المنقولة جنسياً.